# Zénith Paris
Zénith Paris, também chamada de Le Zénith Paris - La Villette, é uma casa de espetáculos localizada em Paris, França. Está localizada no Parc de la Villette, no 19º arrondissement, à beira do Canal de l'Ourcq. Sua capacidade é de até 6.293 pessoas, o que faz com que seja um dos maiores locais de Paris.

## História
O Zénith Paris – La Villette foi construído em 1983 para substituir o Pavillon de Paris, no local do hipódromo Pantin, pelos arquitetos Philippe Chaix e Jean-Paul Morel por iniciativa do Ministro da Cultura Jack Lang, e inaugurado por Jacques Higelin, Zéro de Conduite, Renaud e Charles Trenet em 12 de janeiro de 1984.